# Scarlet Lady
Scarlet Lady é um navio de passageiros operado pela Virgin Voyages e construído pelos estaleiros da Fincantieri em Gênova, Itália. É a primeira embarcação da Classe Ladies, sendo seguido pela Valiant Lady e outros dois navios ainda não nomeados. Sua construção começou em outubro de 2017 e foi lançado ao mar em fevereiro de 2019; sua viagem inaugural tinha previsão para se inicial originalmente em abril de 2020, porém foi adiada para agosto devido à Pandemia de COVID-19. Ela tem 277 metros de comprimento e capacidade para mais 2 770 passageiros.